# Viravanallūr
Viravanallūr är en ort i Indien.   Den ligger i distriktet Tirunelveli Kattabo och delstaten Tamil Nadu, i den södra delen av landet, 2 200 km söder om huvudstaden New Delhi. Viravanallūr ligger 65 meter över havet och antalet invånare är 19 689.
Terrängen runt Viravanallūr är platt åt nordväst, men åt sydost är den kuperad. Terrängen runt Viravanallūr sluttar norrut. Runt Viravanallūr är det tätbefolkat, med 319 invånare per kvadratkilometer. Närmaste större samhälle är Tirunelveli, 18,5 km öster om Viravanallūr. Omgivningarna runt Viravanallūr är en mosaik av jordbruksmark och naturlig växtlighet.